# Гольмбах
Гольмбах (нем. Golmbach) — община в Германии, в земле Нижняя Саксония.
Входит в состав района Хольцминден. Подчиняется управлению Беферн. Население составляет 962 человека (на 31 декабря 2010 года). Занимает площадь 15,86 км².
Коммуна подразделяется на 2 сельских округа.
| Год  | Население |
| ---- | --------- |
| 1990 | 1115      |
| 1995 | 1100      |
| 2000 | 1069      |
| 2005 | 1033      |
| 2010 | 985       |